# Stenobothrus apenninus
Stenobothrus apenninus är en insektsart som beskrevs av Viktor von Ebner-Rofenstein 1915. Stenobothrus apenninus ingår i släktet Stenobothrus och familjen gräshoppor. Inga underarter finns listade i Catalogue of Life.